# Identidad en línea

Visualización genérica de un individuo con identidad en línea

La identidad de Internet, también identidad en línea o persona de Internet, es una identidad social que un usuario de Internet establece en comunidades y sitios web en línea. También se puede considerar como una presentación de uno mismo construida activamente. Aunque algunas personas optan por usar sus nombres reales en línea, algunos usuarios de Internet prefieren ser anónimos, identificándose a través de seudónimos, que revelan cantidades variables de información en la información personal. Una identidad en línea puede incluso estar determinada por la relación de un usuario con un determinado grupo social del que forma parte. Algunos incluso pueden ser engañosos sobre su identidad.
En algunos contextos en línea, incluyendo foros de Internet, chats y videojuegos de rol multijugador masivos en línea (MMORPG), los usuarios pueden representarse visualmente al elegir un avatar, una imagen gráfica del tamaño de un icono. Los avatares son una forma en que los usuarios expresan su identidad en línea. A través de la interacción con otros usuarios, una identidad en línea establecida adquiere una reputación, lo que permite a otros usuarios decidir si la identidad es digna de confianza. Las identidades en línea se asocian con los usuarios a través de la autenticación de acceso básica, que generalmente requiere registro e inicio de sesión. Algunos sitios web también utilizan la dirección IP del usuario o las cookies de seguimiento para identificar a los usuarios.
El concepto del yo, y cómo se ve influenciado por las tecnologías emergentes, es un tema de investigación en campos como la educación, la psicología y la sociología. El efecto de desinhibición en línea es un ejemplo notable, que se refiere a un concepto de comportamiento imprudente y desinhibido en Internet, que surge como resultado del anonimato y la gratificación de la audiencia.

## Identidad social en línea

### Expresión de identidad y exposición de identidad
La web social, es decir, el uso de la web para apoyar el proceso social, representa un espacio en el que las personas tienen la posibilidad de expresar y exponer su identidad en un contexto social. Por ejemplo, las personas definen su identidad explícitamente al crear perfiles de usuario en servicios de redes sociales como Facebook o LinkedIn y servicios de citas en línea. Al expresar opiniones en blogs y otras redes sociales, definen identidades más tácitas.
La divulgación de la identidad de una persona puede presentar ciertos problemas relacionados con la privacidad. Muchas personas adoptan estrategias que les ayudan a controlar la divulgación de su información personal en línea. Algunas estrategias requieren que los usuarios inviertan un esfuerzo considerable.
La aparición del concepto de identidad en línea ha planteado muchas preguntas entre los académicos. Los servicios de redes sociales y avatares en línea han complejizado el concepto de identidad. La academia ha respondido a estas tendencias emergentes mediante el establecimiento de dominios de investigación académica, como los estudios tecnológicos, que se centran en todos los aspectos de la identidad humana en las sociedades tecnológicas.
0801199114389

### Concepto de máscara
Dorian Wiszniewski y Richard Coyne en su contribución al libro Building Virtual Communities exploran la identidad en línea, con énfasis en el concepto de identidad de "enmascaramiento." Señalan que cada vez que un individuo interactúa en una esfera social retrata una máscara de su identidad. Esto no es diferente en línea y, de hecho, se vuelve aún más pronunciado debido a las decisiones que debe tomar un colaborador en línea con respecto a su perfil en línea. Él o ella debe responder preguntas específicas sobre la edad, el sexo, la dirección, el nombre de usuario, etc. Además, con la acumulación de la actividad en línea, su máscara se define cada vez más por su estilo de escritura, vocabulario y temas.
El tipo de máscara que se elige revela al menos algo del sujeto detrás de la máscara. Uno podría llamar a esto la "metáfora" de la máscara. La máscara en línea no revela la identidad real de una persona. Sin embargo, revela un ejemplo de lo que hay detrás de la máscara. Por ejemplo, si una persona decide actuar como una estrella de rock en línea, esta metáfora revela un interés en la música rock. Incluso si una persona decide esconderse detrás de una identidad totalmente falsa, esto dice algo sobre el miedo y la falta de autoestima detrás de la máscara falsa.
Debido a muchas dinámicas emocionales y psicológicas, las personas pueden ser reacias a interactuar en línea. Al evocar una máscara de identidad, una persona puede crear una red de seguridad. Uno de los grandes temores de la identidad en línea es que su identidad sea robada o abusada. Este miedo evita que las personas compartan quiénes son. Algunos temen tanto el robo de identidad que ni siquiera revelarán información ya conocida sobre ellos en listados públicos. Al hacer que la máscara esté disponible, las personas pueden interactuar con cierto grado de confianza sin temor.
Wiszniewski y Coyne declaran que "la educación puede ser vista como el proceso de cambio mediante el cual la identidad se realiza, cómo uno encuentra su lugar. La educación implica la transformación de la identidad. La educación, entre otras cosas, es un proceso de creación de un sentido de identidad, generalizado. Como un proceso de edificación". Los estudiantes que interactúan en una comunidad en línea deben revelar algo sobre ellos mismos y hacer que otros respondan a esta contribución. De esta manera, la máscara se formula constantemente en diálogo con otros y, por lo tanto, los estudiantes obtendrán un sentido más rico y profundo de quiénes son. Habrá un proceso de edificación que ayudará a los estudiantes a comprender sus fortalezas y debilidades.

## En diferentes contextos

### Blog
A medida que los blogs le permiten a una persona expresar sus puntos de vista en ensayos individuales o como parte de una discusión más amplia, crea un foro público para expresar ideas. Los blogueros a menudo eligen usar seudónimos, ya sea en plataformas como WordPress o en sitios centrados en los intereses como Blogster. Esto les permite proteger la información personal obtener más libertad editorial para expresar ideas que pueden ser impopulares con su familia, empleadores, etc. Uso de un seudónimo (y un enfoque juicioso para revelar información personal) puede permitir a una persona proteger sus identidades "reales", pero aun así construir una reputación en línea usando el nombre supuesto.

### Recursos humanos
La gestión de la identidad digital se está convirtiendo en algo que los individuos deben tener en cuenta al solicitar puestos de trabajo mientras trabajan para una empresa. Las redes sociales han sido una herramienta de recursos humanos durante años. Un informe de KPMG sobre las redes sociales en los recursos humanos dice que el 76 por ciento de las compañías estadounidenses utilizan LinkedIn para reclutar. La facilidad de búsqueda significa que la gestión de la reputación será más vital, especialmente en servicios profesionales como abogados, médicos y contadores.

### Redes sociales
Las redes sociales en línea como Facebook y MySpace permiten a las personas mantener una identidad en línea con cierta superposición entre el contexto en línea y el mundo real. Estas identidades a menudo se crean para reflejar un aspecto específico o una versión ideal de ellas mismas. Las representaciones incluyen imágenes, comunicaciones con otros "amigos" y membresía en grupos de red. La configuración del control de privacidad en las redes sociales también forma parte de la identidad de las redes sociales.
Algunos usuarios pueden usar su identidad en línea como una extensión de su ser físico y centrar sus perfiles en detalles realistas. Estos usuarios valoran la continuidad en su identidad y preferirían ser honestos con su representación. Sin embargo, también hay un grupo de usuarios de redes sociales que argumentarían contra el uso de una identidad real en línea. Estos usuarios han experimentado con la identidad en línea y, en última instancia, lo que encontraron es que es posible crear una identidad alternativa mediante el uso de dichas redes sociales. Por ejemplo, una bloguera popular en medium.com escribe bajo el nombre de Kel Campbell, un nombre elegido por ella. Afirma que cuando fue atacada verbalmente en línea por otro usuario, pudo protegerse de la ofensa del insulto tomándola como Kel, en lugar de a su verdadero yo. Kel se convirtió en una especie de escudo, y actuó como una máscara que liberó al usuario real del ataque.
Tales son los beneficios de formar una identidad alternativa en los espacios en línea, que a los individuos se les otorga el poder de convertirse en quien quiera (o lo que sea) que deseen convertirse. Las historias de personas que aprenden sobre su "extroversión oculta" o "creatividad desconocida" o que se convierten en "otra persona" todavía están en libertad. Investigaciones de científicos como Danah Boyd y Knut Lundby incluso encontraron que en algunas culturas, la capacidad de formar una identidad en línea se considera un privilegio sagrado. Esto se debe a que tener una identidad en línea le permite al usuario lograr cosas que de otra manera serían imposibles de hacer en la vida real. Estas culturas creen que el yo se ha convertido en un concepto subjetivo en los espacios en línea; al iniciar sesión en sus perfiles, los usuarios son esencialmente liberados de la prisión de un cuerpo físico y pueden "crear una narrativa del yo en un espacio virtual que puede ser completamente nuevo".
Las posibilidades son infinitas, lo cual es una explicación factible de la popularidad explosiva de los sitios de redes sociales en la última década. Los usuarios están cautivados por la oportunidad de expresarse de muchas maneras. Quizás las redes sociales siempre seguirán siendo populares, siempre que el incentivo para unirse esté siempre presente.

### Negocios en línea
A medida que las redes sociales fueron desarrollándose, aparece un nuevo fenómeno económico: hacer negocios a través de las redes sociales. Por ejemplo, hay muchos usuarios de WeChat llamados wei-businessmen que venden productos en WeChat. Hacer negocios a través de las redes sociales no es tan fácil. Las identidades de los usuarios en las redes sociales no son las mismas que en el mundo real. Por el bien de la seguridad, las personas no tienden a confiar en alguien por redes sociales, en particular cuando es tema de dinero. Así que para los empresarios, la reputación es muy importante para los negocios. Necesitan invertir enormes esfuerzos para ganar reputación entre los usuarios de WeChat, por lo que estos empresarios probablemente podrían vender algo a los usuarios.

### Aprendizaje en línea

#### Comunicación
La identidad en línea en las aulas obliga a las personas a revaluar el concepto ambiental.[cita requerida] Con el invento de las clases en línea, las aulas han cambiado y ya no tienen las comunicaciones tradicionales cara a cara. Estas comunicaciones han sido sustituidas por pantalla de PC. Los estudiantes ya no están definidos por características visuales a menos que los den a conocer. Hay pros y contras a cada lado. En un aula tradicional, los estudiantes pueden conectarse visualmente con un profesor que está parado en la misma sala. Durante la clase, si surgen preguntas, se puede proporcionar una aclaración de inmediato. Los estudiantes pueden crear conexiones cara a cara con otros estudiantes, y estas conexiones pueden extenderse fácilmente más allá del aula.[cita requerida] Para los estudiantes tímidos o socialmente torpes, esta capacidad de formar y extender relaciones a través del contacto personal puede ser poco atractiva.[cita requerida] Para ellos, la apelación puede residir en cursos en línea, donde las comunicaciones por computadora les permiten un mayor grado de separación y anonimato.[cita requerida]
Con la prevalencia de las comunicaciones remotas de Internet, los estudiantes no forman preconcepciones de sus compañeros de clase en función de la apariencia o las características del habla de los compañeros.[cita requerida] Más bien, las impresiones se forman con base en la información presentada por el compañero de clase. Algunos estudiantes se sienten más cómodos con este paradigma, ya que evita la incomodidad de hablar en público. Los estudiantes que no se sienten cómodos expresando sus ideas en clase pueden tomar tiempo para sentarse y pensar exactamente lo que desean decir.[cita requerida]
La comunicación a través de medios escritos puede llevar a los estudiantes a dedicar más tiempo a reflexionar sobre sus ideas, ya que sus palabras se encuentran en un entorno más permanente (en línea) que la mayoría de las conversaciones realizadas durante la clase (en persona).

#### Percepción del profesor
Las situaciones de aprendizaje en línea también provocan un cambio en la percepción del profesor. Mientras que el anonimato puede ayudar a algunos estudiantes a lograr un mayor nivel de comodidad, los profesores deben mantener una identidad activa con la que los estudiantes puedan interactuar. Los estudiantes deben sentir que su profesor está listo para ayudar cuando lo necesiten. Aunque los estudiantes y los profesores no puedan reunirse en persona, los correos electrónicos y la correspondencia entre ellos deben ocurrir de manera oportuna. Sin esto, los estudiantes tienden a abandonar las clases en línea, ya que parece que están vagando por un curso sin que nadie los guíe.

### Mundo virtual
En el mundo virtual, los usuarios crean un avatar personal y se comunican con otros a través de la identidad virtual. La figura y la voz virtuales pueden extraerse de la figura real o de los mundos de fantasía. Hasta cierto punto, la figura virtual refleja la expectativa personal, y los usuarios pueden jugar con una personalidad totalmente diferente a la realidad.

### Foro de internet
Un foro de Internet, o tablero de mensajes, es un sitio de discusión en línea donde las personas pueden mantener conversaciones en forma de mensajes publicados. Hay muchos tipos de foros de Internet basados en ciertos temas o grupos. Las propiedades de las identidades en línea también difieren de los diferentes tipos de foros. Por ejemplo, los usuarios de una universidad BBS generalmente conocen a algunos de los demás en realidad, ya que los usuarios solo pueden ser estudiantes o profesores en esta universidad. Sin embargo, la libertad de expresión es limitada ya que algunas BBS universitarias están bajo el control de la administración de la escuela y las identidades están relacionadas con las identificaciones de los estudiantes. Por otro lado, en un sitio web de preguntas y respuestas como "ZhiHu" en China, está abierto al público y los usuarios solo pueden crear cuentas con una dirección de correo electrónico. Pero pueden describir sus especialidades o experiencias personales para mostrar confiabilidad en ciertas preguntas, y otros usuarios también pueden invitarlos a responder preguntas basadas en sus perfiles. Las respuestas y los perfiles pueden ser de nombre real o anónimos.

## Ventajas y desventajas

### Ventajas
Un aspecto positivo discutido de las comunidades virtuales es que las personas ahora pueden presentarse sin temor a ser perseguidas, ya sea por sus rasgos de personalidad, por sus comportamientos, por los que sienten curiosidad o por el anuncio de un componente de identidad en el mundo real que nunca antes se había anunciado.
Esta libertad da como resultado nuevas oportunidades para la sociedad en general, especialmente la capacidad de las personas para explorar los roles de género y sexualidad de una manera que puede ser inofensiva, pero interesante y útil para quienes emprenden el cambio. La identidad en línea le ha dado a las personas la oportunidad de sentirse cómodos en roles de gran alcance, algunos de los cuales pueden ser aspectos subyacentes de la vida del usuario que el usuario no puede representar en el mundo real.[cita requerida]
La identidad en línea tiene un efecto beneficioso para los grupos minoritarios, incluidas las minorías étnicas, las personas con discapacidades, etc. Las identidades en línea pueden ayudar a eliminar los prejuicios creados por los estereotipos encontrados en la vida real y, por lo tanto, proporcionar un mayor sentido de inclusión.
Un buen ejemplo de estas oportunidades es el establecimiento de muchas comunidades que reciben a adolescentes gays y lesbianas que están lidiando con su sexualidad. Estas comunidades les permiten a los adolescentes compartir sus experiencias entre sí y con personas gays y lesbianas mayores, y pueden proporcionar una comunidad que no sea amenazante ni que juzgue. En una revisión de dicha comunidad, Silberman cita a un trabajador de tecnología de la información, Tom Reilly, diciendo: "Lo maravilloso de los servicios en línea es que son un recurso intrínsecamente descentralizado. Los niños pueden desafiar lo que los adultos tienen que decir y hacer las noticias". Si los organizadores adolescentes tienen éxito en cualquier lugar, las noticias están disponibles. Podría decirse que Internet es la herramienta más poderosa que han tenido los jóvenes con sexualidades alternativas. [cita requerida]
El mundo en línea ofrece a los usuarios la opción de determinar qué sexo, preferencia de sexualidad y características sexuales les gustaría incorporar. En cada encuentro en línea, un usuario esencialmente tiene la oportunidad de intercambiar qué identidad les gustaría representar.[cita requerida] Como McRae argumenta en Surkan (2000), "La falta de presencia física y la infinita maleabilidad de los cuerpos complica la interacción sexual en una forma singular: debido a que la elección del género es una "opción" en lugar de una característica biológica estrictamente definida, todo el concepto de género como un marcador primario de identidad se subvierte parcialmente".
La identidad en línea puede ofrecer potenciales beneficios sociales en las personas con discapacidades físicas y sensoriales. La flexibilidad de los medios en línea proporciona control sobre su revelación del deterioro, una oportunidad que no suele estar disponible en las interacciones sociales del mundo real. Los investigadores destacan su valor para mejorar la inclusión. Sin embargo, es notable que la posibilidad de una "normalización" ofrece la posibilidad de experimentar identidades no estigmatizadas, al mismo tiempo que ofrece la capacidad de crear resultados dañinos y peligrosos, lo que puede poner en peligro la seguridad de los participantes.

### Desventajas
Principalmente, las preocupaciones con respecto a la identidad virtual giran en torno a las áreas de tergiversación y los efectos contrastantes de la existencia dentro y fuera de línea. La sexualidad y el comportamiento sexual en línea ofrecen algunos de los debates más controvertidos, y muchos están preocupados por la naturaleza depredadora de algunos usuarios. Esto es particularmente en referencia a las preocupaciones sobre la pornografía infantil y la capacidad de los pedófilos para ocultar su identidad.
Finalmente, las preocupaciones con respecto a la conexión entre las vidas en línea y fuera de línea están desafiando las nociones de lo que constituye una experiencia real. En referencia al género, la sexualidad y el comportamiento sexual, la capacidad de jugar con estas ideas ha dado lugar a un cuestionamiento de cómo la experiencia virtual puede afectar las emociones fuera de línea. Como dice McRae, en su mejor expresión, el sexo virtual no solo se complica sino que también desestabiliza drásticamente la división entre la mente, el cuerpo y el yo que se ha convertido en un truismo cómodo en la metafísica occidental. Cuando se proyectan en la virtualidad, la mente, el cuerpo y el yo se convierten en construcciones fabricadas conscientemente a través de las cuales los individuos interactúan entre sí.

#### Confiabilidad
Las identidades que las personas definen en la web social no son necesariamente facetas de su yo sin conexión. Los estudios han demostrado que las personas se encuentran en los servicios de citas en línea. En el caso de servicios de redes sociales como Facebook, las empresas incluso proponen vender "amigos" como una forma de aumentar la visibilidad de un usuario, cuestionando aún más la confiabilidad de la "identidad social" de una persona.
Van Gelder informó sobre un incidente famoso que se produjo en un sistema de conferencia por computadora a principios de los años 80, donde un psiquiatra masculino se hizo pasar por Julie, una psicóloga con múltiples discapacidades que incluye sordera, ceguera y graves desfiguraciones faciales. Julie se interesó por la comunidad de conferencia por computadora, encontrando el apoyo psicológico y emocional de muchos miembros. La elección del psiquiatra de presentar de manera diferente se sustentó en el estigma insoportable de las múltiples discapacidades de Julie como justificación para no reunirse cara a cara. La falta de señales visuales permitió que continuara la transformación de la identidad, y el psiquiatra también asumió la identidad del esposo de Julie, quien se negó rotundamente a permitir que alguien visitara a Julie cuando afirmaba estar gravemente enferma. Este ejemplo destaca la facilidad con la cual la identidad puede ser construida, transformada y sostenida por la naturaleza textual de la interacción en línea y el anonimato visual que ofrece.

#### Catfishing en línea
Catfishing es referido a un usuario que puede crear un perfil falso, a veces con fotos falsas e información falsa con el fin de entrar en una relación, íntima o platónica, con otro usuario. Catfishing se hizo popular en la cultura general a través del reality show de MTV Catfish.

## Infraestructuras de administración de identidades
Un problema que enfrenta cualquier persona que quiera construir una reputación positiva es que las reputaciones son específicas del sitio; por ejemplo, la reputación en eBay o en MecadoLibre no se puede transferir a Slashdot u OLX.
Se han realizado múltiples propuestas [cita requerida] para construir una infraestructura administración de identidades en los protocolos de internet. Todos ellos requieren un certificado de clave pública efectiva para que la identidad de dos manifestaciones separadas de una identidad en línea (por ejemplo, una en Wikipedia y otra en Twitter) sea probablemente la misma.
OpenID, un estándar abierto y descentralizado para autenticar usuarios, se utiliza para el control de acceso, lo que permite a los usuarios iniciar sesión en diferentes servicios con la misma identidad digital. Estos servicios deben permitir e implementar OpenID.

### Reputación en línea
Dada la maleabilidad de las identidades en línea, algunos economistas han expresado su sorpresa de que los sitios comerciales florecientes (como MercadoLibre) se hayan desarrollado en Internet. [cita requerida] Cuando dos identidades seudónimas proponen entrar en una transacción en línea, se enfrentan al dilema del prisionero: el acuerdo puede tener éxito solo si las partes están dispuestas a confiar el uno en el otro, pero no tienen una base racional para hacerlo. Pero los sitios de comercio de Internet exitosos han desarrollado sistemas de reputación en línea, como el sistema de reputación de MercadoLibre, que registra las transacciones y proporciona los medios técnicos mediante los cuales los usuarios pueden calificar la confianza de los demás. Sin embargo, los usuarios con intenciones maliciosas todavía pueden causar problemas graves en dichos sitios web.
Una reputación en línea es la percepción que uno genera en Internet en función de su huella digital. Las huellas digitales se acumulan a través de todo el contenido compartido, los comentarios proporcionados y la información que se creó en línea. Debido a que, si alguien tiene una mala reputación en línea puede cambiar fácilmente su seudónimo, las nuevas cuentas en sitios como eBay o Amazon generalmente desconfían. Si una persona o empresa quiere administrar su reputación en línea, enfrentará muchas dificultades. Esta es la razón por la cual un comerciante en la web que tiene una tienda física es generalmente más confiable.

## Incorporeidad e implicaciones
Este tema del género y la reasignación sexual plantea la noción de incorporeidad y sus implicaciones asociadas. "Incorporeidad" refiere a la idea de que una vez que el usuario está en línea, ya no se necesita al cuerpo y el usuario puede participar por separado. En última instancia, esto se relaciona con una sensación de desapego de la identidad definida del cuerpo físico. En el ciberespacio, muchos aspectos de la identidad sexual se vuelven borrosos y solo los define el usuario. Por lo tanto, se plantearán preguntas sobre la verdad, especialmente en relación con las citas en línea y el cibersexo. [cita requerida] Como dice McRae, "el sexo virtual permite cierta libertad de expresión, de presentación física y de experimentación más allá de los límites de la vida real.". En el mejor de los casos, no solo complica, sino que desestabiliza drásticamente la división entre mente, cuerpo y yo de una manera que solo es posible a través de la construcción de una identidad en línea.

## Problemas legales y de seguridad

### Identidad en línea y derechos del usuario
El futuro del anonimato en línea depende de cómo se desarrolle una infraestructura de administración de identidades. [cita requerida] Los funcionarios encargados de hacer cumplir la ley a menudo expresan su oposición al anonimato y el pseudonimia en línea, que ven como una invitación abierta a los delincuentes que desean disfrazar sus identidades. Por lo tanto, exigen una infraestructura de gestión de identidad que vincularía de forma irrevocable la identidad en línea con la persona física [cita requerida]; En la mayoría de las propuestas, el sistema se desarrollaría junto con un documento de identidad seguro. Eric Schmidt, CEO de Google, ha declarado que la red social de Google+ está destinada a ser exactamente un sistema de identidad de este tipo. La controversia resultante de la política de Google+ de exigir a los usuarios que inicien sesión con nombres legales se ha denominado "nymwars".
Los defensores de los derechos civiles en línea, por el contrario, argumentan que no hay necesidad de un sistema que invada la privacidad porque las soluciones tecnológicas, como los sistemas de gestión de la reputación, ya son suficientes y se espera que crezcan en su sofisticación y utilidad.[cita requerida]

### Ciberacoso
Se denomina ciberacoso a aquel usuario de Internet que explota la vulnerabilidad de otros usuarios, a menudo con fines sexuales o financieros. Es relativamente fácil crear una identidad en línea que sea atractiva para las personas que normalmente no se involucrarían con el acosador, pero, afortunadamente, existen algunos medios para dejar en evidencia que, si la persona que no se ha conocido aún, es quien dice ser. Muchas personas toman como referencia el estilo en el que escribe o las fotografías que tiene en su página web como una forma de identificarla pero estas pueden ser fácilmente falsificadas. Las relaciones a largo plazo en Internet a veces pueden ser difíciles de entender lo suficiente como saber cómo es realmente la identidad de alguien.
El grupo de edad más vulnerable a los ciberacosos a menudo se considera que son jóvenes adolescentes o niños mayores. Este tipo de engaños es conocido por el anglicismo "grooming", generalmente asociado al acoso sexual infantil. Las víctimas a menudo no sospechan nada hasta que es demasiado tarde, ya que la otra parte generalmente las engaña al creer que son de una edad similar.

## El mercado
Una identidad en línea que es dueña de una excelente reputación es valiosa por dos razones:
- Una o más personas invirtieron una gran cantidad de tiempo y esfuerzo para construir la reputación de la identidad.
- Otros usuarios buscan la reputación de la identidad cuando intentan decidir si es lo suficientemente confiable.

Por lo tanto, no es sorprendente que las identidades en línea se hayan puesto a la venta en las subastas en línea. Sin embargo, surgen conflictos sobre la propiedad de las identidades en línea. Recientemente, un usuario de un videojuego multijugador llamado EverQuest, que es propiedad de Sony Online Entertainment, Inc., intentó vender su identidad de EverQuest en eBay. Sony se opuso, afirmando que el personaje es propiedad intelectual de Sony, y exigió la eliminación de la subasta; Bajo los términos de la ley del Digital Millennium Copyright Act de EE. UU. (DMCA, por sus siglas en inglés), eBay podría haberse convertido en parte de una demanda por infracción de derechos de autor si no cumpliera.